# ویش
ویش (به هلندی: Wisch) یک منطقهٔ مسکونی در هلند است که در خلدرلاند واقع شده‌است. ویش ۷۲٫۷۹ کیلومتر مربع مساحت و ۱۹٬۵۳۴ نفر جمعیت دارد.